# Liste des voies de Vienne

## Liste des avenues de Vienne
- Avenue Beauséjour
- Avenue Marcellin-Berthelot
- Avenue Jean-de-la-Fontaine
- Avenue du Général-Leclerc
- Avenue Jean-Monnet

## Liste des cours de Vienne
- Cours Marc-Antoine-Brillier
- Cours Romestang
- Cours de Verdun

## Liste des boulevards de Vienne
- Boulevard des Alpes
- Boulevard Eugène-Arnaud
- Boulevard Asiaticus
- Boulevard Henry-Fleury
- Boulevard Maupas
- Boulevard Pacatiatus
- Boulevard Fernand-Point
- Boulevard Georges-Pompidou
- Boulevard de la République
- Boulevard du Rhône
- Boulevard Michel-Servet

## Liste des principales montées de Vienne
- Montée Bon-Accueil
- Montée Charlemagne
- Montée du Docteur-Maurice-Chapuis
- Montée Coupe-Jarret
- Montée de Malissol
- Montée Saint-Marcel
- Montée des Tupinières

## Liste des places de Vienne
- Haut – A
- B
- C
- D
- E
- F
- G
- H
- I
- J
- K
- L
- M
- N
- O
- P
- Q
- R
- S
- T
- U
- V
- W
- X
- Y
- Z

### A
- Place des Allobroges (Champ de Mars de Vienne)
- Place André-Rivoire
- Place Andrée-Vallis
- Place Aristide-Briand
- Place d'Arpot
- Place Auguste-Perret

### C
- Place Camille-Jouffray
- Place des Capucins
- Place Charles-de-Gaulle
- Place du Château
- Place de la Cocarde

### D
- Place Diderot
- Place du Docteur-Schweitzer
- Place Drapière

### F
- Place de la Ferme
- Place Francisque-Chirat
- Place François-Jacques-Larderel
- Place François-Mitterrand
- Place de la Fûterie

### G
- Place Hector-Guimard
- Place Henri-Frenay

### H
- Place de l'Hôtel-de-Ville

### J
- Place du Jeu-de-Paume
- Place Joseph-Labbé
- Place Joseph-Murray-et-Jean-Tardy
- Place Jouvenet
- Place Juissieu

### L
- Place Lacépède
- Place du Lieutenant-Colonel-Baroo
- Place Louis-Revol

### M
- Place de Miremont

### N
- Place du Neuvième-Spahis-Algérien
- Place Notre-Dame-de-L'Isle

### P
- Place Pichat
- Place Pierre-Semard
- Place du Pilori

### R
- Place de la République

### S
- Place Saint-Férréol
- Place Saint-Louis
- Place Saint-Martin
- Place Saint-Maurice
- Place Saint-Paul
- Place Saint-Pierre
- Place Saint-Sévère

### V
- Place Vauban

## Liste des ponts de Vienne

### Sur leRhône

#### Pont de l'Autoroute A7
Pont de l'Autoroute A7 ou pont Amont ou encore pont d'Estressin et l'un des deux pont qui fait passer l'Autoroute A7 à l'Ouest de Vienne (Contournement Ouest de Vienne).

### Sur laGère

#### Pont Combaudon
Ce pont sur la Gère sert actuellement de liaison entre la rue Lafayette et la montée Charlemagne (C.D502). Cédé à la ville de Vienne par M. Combaudon en 1868, il avait été construit par celui-ci afin de faciliter la vente des propriétés qu'il possédait dans le hameau des Maladières. En 1933 de larges encorbellements furent exécutés sur ce pont qui n'avait, à l'origine, qu'une voie charretière sans trottoir. Son axe est, depuis cette époque, de biais par rapport à celui de l'ancien afin de faciliter la sortie amont.

#### Pont Reygnier
Avant la rectification du faubourg Pont-Évêque, la desserte des propriétés rurales situées sur la rive gauche de la Gère,  au-dessus de la champignonnière Viennoise,  en passant sur un barrage construit dans le lit de la rivière. Cet ouvrage connu sous le nom de barrage de l'ancienne saulée a été par la suite doublé d'une passerelle qui fut elle-même remplacée après la guerre de 1914 – 1918, par le pont-écluse que nous connaissons actuellement sous le nom de celui qui en avait financé la construction : le minotier Reygnier.

#### Pont Rouge
Dans son excellent ouvrage sur l'histoire de «  la  draperie à Vienne », Paulin Blanc écrivait : « on arrive à la fonderie Blumenstein par un pont, que sa construction en bois peint a fait désigner sous le nom de pont rouge ». Cette explication sur l'origine du nom de ce pont, reconstruit  après la terrible crue du 14 novembre 1841, ne saurait nous satisfaire.  L'appellation « Pont Rouge » est beaucoup plus ancienne et ne semble pas provenir de la couleur de la peinture dont il était revêtu à l'époque de P. Blanc, mais plutôt  indice des plus significatifs du passage d'une voie  D'ailleurs, en 1861, lors des travaux de rectification du faubourg de Pont-Évêque, en aval de ce pont, un tronçon bien apparent de cette voie a été mis au jour et corrobore ce  point de vue. 

#### Pont Rabelais
Crée en même temps que la rue du même nom et construit dans les mêmes ateliers que le pont  Jacquard, le pont Rabelais subit les mêmes vicissitudes que celui-ci : mis en service en 1868 il fut renforcé en 1932.  Détruit partiellement en 1944, il fut lui aussi muni de trottoirs en encorbellement.

#### Pont Jacquard
Le premier pont construit sur ce site fut mis en service en 1842. C'était un pont suspendu avec un tablier en bois pouvant supporter une charge maximum de 1500 kg. Vingt-cinq ans plus tard, en 1867, la municipalité décide de le remplacer par un pont fixe en fer moins onéreux à l'entretien et supportant une charge supérieure. Ce nouveau pont métallique construit d'après le système américain dans les ateliers et forges de Pont-Évêque (Harel et Cie), fut mis en service en 1868. Il comportait une largeur utile de 6 mètres sur laquelle 4 mètres étaient données à la chaussée et un mètre de chaque côté aux trottoirs. En 1892, la circulation devenait chaque jour de plus en plus intense et, les tonnages transportés de plus en plus élevés, la municipalité devant le risque couru s'est préoccupé du renforcement de ce pont. Les travaux confiés à l'entreprise Boussiron de Paris furent exécutés en béton de ciment armé. Partiellement détruit par les troupes allemandes à leur départ de Vienne, en 1944, la municipalité profita des travaux de reconstruction pour faire aménager deux trottoirs en encorbellement de manière à permettre l'utilisation par les véhicules d'une chaussée de 5 mètres à la place de la chaussée à 4 mètres. Mises à part les barrières de sécurité métalliques installées sur la partie extérieure des trottoirs, au début de 1989, ce pont a conservé son aspect d'antan.

#### Pont de Gère
Ce pont appelé successivement pont de  Saint-Sévère, pont de Gère et enfin pont Saint-Louis reliait la rue des Quatre-Vents à la rue de l'Eperon et, jusqu'à la construction du pont-neuf, livrait passage à la grande route de Provence. De construction antique et à deux arches, il fut souvent renversé par la rivière. Il est appelé pont de Saint-Sévère, en 1194, dans une donation que l'archevêque de Vienne Robert de La Tour du Pin fait à Martin, abbé de Saint-André. Mais aucun dommage n'atteignit l'ampleur de 1544. Le 13 octobre, la Gère grossie exceptionnellement l'emporta complètement. Le jour même les consuls se réunirent pour remédier à la catastrophe et un service de bateaux pour passer la rivière fut institué. Puis l'année suivante, un pont de bois fut construit. Mais ce n'était que provisoire et les consuls firent tout ce qui était en leur pouvoir pour hâter sa reconstruction en pierres. Cependant, les travaux traînèrent en longueur en raison de la pénurie des sources ; mais le roi ayant promis de contribuer aux dépenses pour un large part, la construction fut alors définitivement entreprise en 1552. Très lentement le pont s'édifia, sous la direction de l'entrepreneur Reynaud Barlet, pour être enfin livré à la circulation dans les derniers mois de l'année 1557. Malgré tout on continua d'y travailler de temps en temps pendant plusieurs années encore puisque l'existence de « Livres d'états des journées pour réparations », nous est signalée en 1559 et 1561. Ce pont construit avec de faibles moyens était étroit avec des parapets en maçonnerie et, malgré un espace plus large au milieu sur la pile, la circulation y était difficile. Aux XVIIIe et XIXe siècles de grands travaux d'urbanisme furent entrepris le long de la Gère et le pont dut, pour s'adapter au nouvel environnement, subir d'importantes transformations ; il fut nivelé, aplani, et l'on y ajouta, en dehors, des trottoirs et des balustrades en fer. Malgré des aménagements il restait inadapté à la circulation routière moderne qui lui aussi subit le même sort lors des travaux de couverture de la Gère en 1967.

#### Pont Neuf
Ce beau pont en pierre, dont la seule arche était d'une grande hardiesse, reliait le Quai Pajot à la place du jeu de Paume, au confluent de la Gère et du Rhône. Il avait été construit, comme le quai Neuf, par Etienne Bruyas père de sur les dessins de son fils Jean-Jacques qui achevait alors à Paris ses études en architecture. Pourtant baptisé « Pont Neuf », il ne fut connu des Viennois,que sous le nom de « Pont de la Demi-Lune », du nom de la monstrueuse forteresse» qui terminait le Quai Pajot et sur laquelle ce pont prenait appui au nord. Elargi en même temps que les quais du Rhône, en 1934, il disparut avec ceux-ci lors de la création de la voie express.

### Sur la Véga

#### Pont Évêque
Ce pont qui traverse la Véga à la limite de la commune de Vienne et de Pont-Évêque est situé à l'intersection des chemins départementaux 75, 502 et 41. Concernant l'origine de son nom N. Chorier écrit « L'archevêché Jean de Burnins, qui s'est plus signalé par des répartitions et des ouvrages publics qu'aucun de ses prédécesseurs, ne me permet pas de chercher au Pont-Évêque d'autre auteur ni d'autre bienfaiteur que ce grand prélat. Il eut particulièrement le soin de faire travailler aux réparations des ponts de cette ville ; et parce qu'il fit rebâtir à neuf celui-ci, le nom de Pont-Évêque lui imposé pour l'amour de lui ». Le petit pont de la Véga, ou plutôt de l'Évêque (qui est la forme ancienne et régulière), a bien donné son nom d'un  faubourg de Vienne d'abord, puis au village actuel de Pont-Évêque, mais Jean de Bernin y est étranger et cela ne pas fait comme l'écrit Chorier, « pour l'amour de lui», la raison en est évidente. La rivière qui arrose la plaine de Septème était désormais dans les textes du Moyen Âge Aqua Episcopi. Le pont qui la surmonte près de son confluent avec la Gère était dit Pontem super aqum Episcopi : d'où par abréviation Pontem Episcopi et, en français, Pont-Évêque.

## Liste des quais de Vienne
- Quai Claude-Bernard
- Quai Anatole-France
- Quai Jean-Jaurès
- Quai Frédéric-Mistral
- Quai Pasteur
- Quai Étienne-Rey
- Quai Riondet

## Liste des principales rues de Vienne
- Rue Victor-Hugo